# Phylloxeroxenus phylloxerae
Phylloxeroxenus phylloxerae is een vliesvleugelig insect uit de familie Eurytomidae. De wetenschappelijke naam is voor het eerst geldig gepubliceerd in 1881 door Ashmead.